# Schizaspidia travancorensis
Schizaspidia travancorensis är en stekelart som först beskrevs av Mani 1942.  Schizaspidia travancorensis ingår i släktet Schizaspidia och familjen Eucharitidae. Inga underarter finns listade i Catalogue of Life.